# Acanthamoeba
Acanthamoeba è un genere di amebe a vita libera. Le cellule sono piccole, di solito di lunghezza tra i 15 e 35 µm e forma da ovale a triangolare durante il movimento.

## Caratteristiche
Gli pseudopodi formano un lobo semisferico all'estremità anteriore e dal margine del corpo si estendono varie estroflessioni filamentose. Molte specie sono batteriofaghe, ma alcune sono opportuniste e possono creare infezioni nell'uomo e in altri animali. La tassonomia si basa sulla morfologia del trofozoite e della forma cistica e le 18 specie esistenti sono suddivise in tre gruppi morfologici classificati I, II e III. Le specie non patogene per l'uomo sono classificate nel gruppo I; nel gruppo II Acanthamoeba castellanii, Acanthamoeba hatchetti, Acanthamoeba polyphaga ed Acanthamoeba rhysodes sono state riconosciute patogene e nel gruppo III solo Acanthamoeba culbertsoni è nota come agente infettivo.

## Ciclo di vita
Il loro ciclo di vita è molto simile a quello di Naegleria fowleri, salvo che non sono dotate di forme flagellate. I trofozoiti ameboidi a vita libera si trasformano in cisti residenti quando le condizioni ambientali non sono favorevoli: in genere non sopportano bene le acque calde come Naegleria.

## Patologia, diagnosi e controllo
Le specie di Acanthamoeba causano nell'uomo due infezioni di tipo diverso, coinvolgendo il sistema nervoso centrale e la cornea. Causano Encefalite Granulomatosa Amebica (EGA), malattia ad andamento cronico negli immunodepressi (HIV, immunosoppressioni chimica ed alcolismo) ed una cheratite da Acanthamoeba che si manifesta come infezione grave della cornea. Quest'ultima era più diffusa quando erano in uso lenti a contatto rigide di lungo utilizzo, la cui manutenzione e sterilizzazione quotidiana non erano rigorosamente rispettate dalla persona, permettendo alle cisti del protozoo (disseminate con la polvere) di raggiungere lo spazio tra la lente e la cornea.
Contro Acanthamoeba sono disponibili ancora meno farmaci che nel caso di Naegleria, per cui la prevenzione risulta la strada più percorribile.
Stando a recenti studi, essendo l'Acathamoeba un protozoo presente nell'acqua viene sconsigliato l'uso di lenti a contatto durante i bagni al mare, in piscina, nelle saune, ecc., dove diventa probabile la contaminazione.
Inoltre non bisogna risciacquare né i contenitori delle lenti né le stesse lenti a contatto con acqua corrente (neanche quella potabile di casa propria) per il rischio di contaminazione; al contrario, bisogna utilizzare gli appositi liquidi di conservazione e disinfezione.